# Zamarada labifera
Zamarada labifera là một loài bướm đêm trong họ Geometridae.